# كاريكا

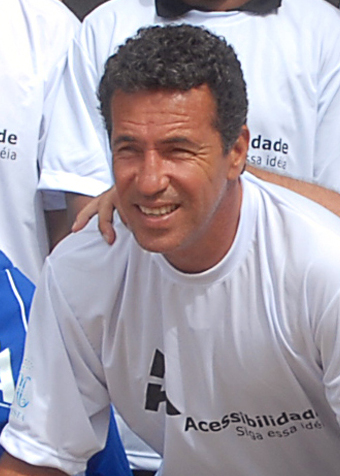
كاريكا

انطونيو دي اوليفيرا فيليو «كاريكا» (بالبرتغالية: Careca‏).

## سيرته
انطونيو دي اوليفيرا فيليو من مدينة ايرياكورا أحد مدن ولاية ساو باولو البرازيلية وهو مواليد الـ 5 من أكتوبر عام 1960 وهو معروف بلقب «كاريكا، Careca»، طوله 182 سم ووزنه 76 كغم، وهو لاعب كرة قدم سابق ويلعب في مركز الهجوم وخلال حياته المهنية لعب لعدة أندية.. وأكثرها شهرة هو نادي نابولي الأيطالي، ويكرر اسم كاريكا في لائحة المنتخب البرازيلي لكرة القدم.

## الدوري البرازيلي
بدأ كاريكا مشواره الكروي مع نادي جواراني أحد اندية ولاية ساو باولو البرازيلية في مطلع عام 1978 كاريكا فرض نفسه كلاعب مع نادي جواراني بعد الأداء الرائع الذي قدمه طيلة الفترة التي لعبها فيه وقد فرض نفسه بشكل سريع بين الشباب كأفضل مهاجم مع نادي جواراني فقد فاز مع النادي بالدوري البرازيلي خلال موسمه الأول «دوري الدرجة الأولى» وفاز بالدوري الثاني «دوري الدرجة الثانية» في عام 1981 وبحلول موسم 1983 وقع مع نادي ساو باولو.. وقد كان هدفاً بكل معنى الكلمة في تلك الفترة التي تواجد
فيها مع ملوك المورمبي وقد حصل على جائزة أفضل لاعب في البرازيل جائزة بولا دي أورو " Bola de Ouro " وهي بمثابة Golden Ball وقد حققها كاريكا خلال مشواره مع نادي ساو باولو..

## احترافه في إيطاليا
انتقل كاريكا في صيف 1987 إلى بطل الدوري الأيطالي إلى نادي نابولي «الأتزوري» نادي الشعب جلب كاريكا إلى البارتينوبيي كان ليكون بجانب كل من جيوردانو برونو ودييغو مارادونا.. وقد كان أول موسم لـ كاريكا غير ناجح في بعض الشئ فقد سجل كاريكا 13 هدفاً وخرج الفريق من الدوري من كأس أوروبا أمام ريال مدريد وخسر لقب الدوري في المرحلة الأخيرة من مباريات الدوري الأيطالي «الكالتشيو».. ومع ذلك لم يؤثر على معونيات القادم الجديد إلى البارتينوبيي.
ففي الموسم الثاني للاعب مع نابولي كان اللاعب أكثر نجاحاً عن موسمه الأول وفاز النادي بكأس الأتحاد الأوروبي وقد سجل يومها كاريكا هدفاً في المباراة النهائية.. وحقق نادي نابولي أيضاً المركز الثاني في موسم 1989 وفاز كاريكا بلقب الدوري الأيطالي مع نابولي بتواجد للعنصر الفعال أيامها مارادونا.. كاريكا وقع بعدها عقداً لثلاث مواسم أخرى مع نابولي وتم التعاقد أيضاً مع المدير الفني الأيطالي جيانفرانكو زولا الذي فشل في تحقيق الفوز مع نابولي وخرج خالي الوفاق.. كاريكا لعب مع نادي نابولي 161 مباراة سجل من خلالها 73 هدفاً.

## رحيل كاريكا عن الأتزوري
في عام 1993 عادر كاريكا إيطاليا متواجهاً إلى القارة الأسيوية وبالتحديد إلى اليابان ليلعب لنادي كاشيوا ريسول الياباني أمضى كاريكا أربعة مواسم مغ الفريق الياباني وقد ساعد البرازيلي ناديه لتحقيق الدوري في عام 1994 وعاد بعدها سريعاً إلى بلاده ليلعب لنادي سانتوس البرازيلي وقضى كاريكا موسماً واحداً مع نادي سانتوس وبعدها انضم إلى فريق في دوري الدرجة الدنيا وهو نادي ساو خوسيه والتابع لـ دي بورتو أليغيري.. وبقي مع الفريق حتى نهاية مشواره الكروي في عام 1999.. هناك معلومة كاريكا للعب مع سايمون كليفورد جارفودث تاون الإنكليزي في أحد المقاطعات الشمالية الشرقية لإنجلترا.

## كاريكا والسليساو
بعد نهاية مشوار كاريكا.. لعب خلالها 60 مباراة للمنتخب البرازيلي " Verde e Amarelo " سجل من خلالها 29 هدف.. وكانت أول مباراة لـ كاريكا مع المنتخب البرازيلي عام 1982 ولكنه للأسف اضطر للغياب عن كأس العالم في إسبانيا في نفس العام بسبب الأصابة.. ومن خلال نهائيات كأس العالم 1986 في المكسيك.. فرض كاريكا نفسه وبقوة في عالم كرة القدم كمهاجم صاعد..
ففي الدوري الأول كان لـ كاريكا.. أحد أجمل الاهداف في مرمى المنتخب الجزائري في اللقاء الذي انتهى بهدف أنطونيو كاريكا وسجل أيضاً هدفين في مرمى أيرلندا الشمالية.. وانتقلت البرازيل كمتصدرة للمجموعة الرابعة لتقابل المنتخب البولندي في الدور السادس عشر وقد كان لـ كاريكا موعداً أخر مع التسجيل فقد سجل الهدف الرابع للمنتخب البرازيلي من ضربة جزاء وضعها على يسار الحارس البولندي..
إلا أن المنتخب البرازيلي لم يكمل.. باقي البطولة بعد خروجه على أيدي الفرنسيين في الدوري الربع نهائي بضربات الجزاء.. كاريكا لو أكمل المنتخب البرازيلي مشواره في هذا المونديال لحقق لقب الهداف فرغم خروج المنتخب البرازيلي من الدوري الربع نهائي حقق كاريكا المركز الثاني في لائحة الهدافين حيث جاء خلف الإنجليزي غاري لينيكر الذي حصل على الحذاء الذهبي وقتها..
وفي عام 1990 كان كاريكا جزءاً من المنتخب البرازيلي فقد سجل هدفي الفوز في لقاء السويد إلا أن المنتخب البرازيلي متصدر مجموعته قابل المنتخب الأرجنتيني وخرج أمامه في الدور السادس عشر من المونديال..

## انجازاته الشخصية
وحقق كاريكا في مشواره العديد من الالقاب الفردية والجماعية من الاندية التي لعب لها فعلى صعيد الاندية حقق كاريكا عدة بطولات وهي:
- الدوري البرازيلي لموسمي 1978، 1986
- الدوري البرازيلي «الدرجة الثانية» لموسم 1981
- دوري ولاية ساو باولو لموسمي 1985، 1987
- كأس إيطاليا عام 1987
- كأس الاتحاد الأوروبي موسم 1989
- الدوري الأيطالي موسم 1990
- أمام على الصعيد الدولي حقق كاريكا
- كوبا أمريكا 1989

أما على الصعيد الشخصي فقد حقق كاريكا
- بولا دي براتا «الجولدن جول» 1982، 1985
- بولا دي أورو 1986
- هداف الدوري البرازيلي موسم 1986
- وهداف دوري ساو باولو موسم 1985

## وصلات خارجية
- كاريكا على موقع الاتحاد الدولي (مؤرشف)  (الإنجليزية)
- كاريكا على موقع رابطة كرة القدم اليابانية للمحترفين (اليابانية)
- كاريكا على موقع قاعدة بيانات كرة القدم.إي يو (الإنجليزية)
- كاريكا على موقع ليكيب (الفرنسية)
- كاريكا على موقع ناشيونال فوتبول تيمز (الإنجليزية)
- كاريكا على موقع Soccerway.com (الإنجليزية)
- كاريكا على موقع عالم كرة القدم.نت (الإنجليزية)